# Caproni Ca.1 (1914)
El Caproni Ca.1 fue un bombardero pesado italiano de la época de la Primera Guerra Mundial.

## Diseño y desarrollo
El Ca.1 era un biplano trimotor de construcción en madera recubierta de tela. Tenía cuatro tripulantes en una góndola central abierta: dos pilotos, un artillero frontal, y un artillero trasero-mecánico, que manejaba las ametralladoras superiores, de pie sobre el motor central en una jaula protectora, justo delante de la hélice propulsora. El Ca.1 poseía un tren de aterrizaje convencional fijo con patines de cola al final de cada botalón; además, disponía de una rueda de morro en previsión de capotajes. Las unidades principales y la de morro disponían de ruedas dobles.
Italia y Rusia fueron los primeros países en comenzar el desarrollo de una capacidad de bombardeo pesado antes de la Primera Guerra Mundial. El primer bombardero pesado, diseñado por Gianni Caproni como biplano de doble botalón, presentaba una disposición que incluía tres motores rotatorios Gnome de 67 kW (80 hp), instalados uno detrás de otro en una góndola central, el trasero moviendo una hélice propulsora y los otros dos, hélices tractoras montadas en la parte delantera de cada botalón. Referido por Caproni como Caproni 260 hp (y, retrospectivamente después de la guerra, como Ca.30), este diseño voló ligeramente modificado (más tarde llamado Ca.31) en octubre de 1914.
Los vuelos de pruebas revelaron que la potencia era insuficiente y la disposición motora, impracticable. Caproni alteró el avión, reteniendo el motor propulsor en su ubicación original y trasladando los otros dos a la parte delantera de los botalones, propulsando directamente las hélices. Con motores en línea más potentes, el arma aérea del Ejército Italiano se interesó  por la compra del Caproni 300 hp (más tarde conocido como Ca.32), al que designó como Ca.1. Se entregó un total de 166 aviones entre agosto de 1915 y diciembre de 1916.
Algunos Ca.1 sobrevivieron a la guerra para ser reconstruidos como aviones comerciales, capaces de llevar hasta seis pasajeros. Esta conversión llegó a ser conocida como Ca.56 en el sistema de nomenclatura de posguerra de Caproni.
Existen variaciones en las fuentes publicadas en cuanto a las designaciones de los primeros Caproni. La confusión proviene, en parte, de los tres sistemas separados usados para designar estos aviones (las designaciones internas de Caproni de la época, las usadas por el Ejército Italiano, y las creadas después de la guerra por Caproni para referirse a los diseños antiguos).

## Historia operacional
El Ca.1 entró en servicio con el Ejército Italiano a mitad de 1915 y entró en acción por primera vez el 20 de agosto del mismo año, atacando la base aérea austriaca de Aisovizza. Se equiparon finalmente 15 escuadrones de bombardeo (1-15 Squadriglia) con bombarderos Ca.1, Ca.2 y Ca.3, bombardeando principalmente blancos en Austria-Hungría. El 12.º Escuadrón operó en Libia. En 1918, tres escuadrones (3.º, 14.º y 15.º) operaron en Francia.

## Variantes
260 hp (Ca.30)
Prototipo de bombardero pesado con tres motores rotativos instalados en la góndola central.
Ca.31
Ca.30 con ligeras modificaciones. Realizó el primer vuelo.
300 hp (Ca.32)
Versión modificada del Ca.31, con tres motores lineales en góndola central y parte delantera de los botalones.
Ca.1
Designación del Ejército Italiano para el Ca.32.

## Operadores
Reino de Italia
- Corpo Aeronautico Militare

## Especificaciones (Ca.1)
Referencia datos: Biplanes, Triplanes, and Seaplanes

### Características generales
- Tripulación: Cuatro (piloto, copiloto, artillero de morro, artillero trasero/mecánico)
- Longitud: 11,1 m (36,3 ft)
- Envergadura: 22,7 m (74,6 ft)
- Altura: 3,7 m (12,1 ft)
- Superficie alar: 95,6 m² (1029,1 ft²)
- Peso vacío: 3302 kg (7277,6 lb)
- Peso cargado: 4000 kg (8816 lb)
- Planta motriz: 3× motor lineal de seis cilindros refrigerado por líquido Fiat A.10.
  - Potencia: 75 kW (103 HP; 102 CV) cada uno.
- Hélices: Dos bipala tractoras y una bipala propulsora, todas de paso fijo

### Rendimiento
- Velocidad máxima operativa (Vno): 120 km/h (75 MPH; 65 kt)
- Alcance: 550 km (297 nmi; 342 mi)
- Techo de vuelo: 4000 m (13 123 ft)

### Armamento
- Ametralladoras: 

  - 2x Fiat-Revelli de 6,5 mm
- Bombas: Hasta 840 kg bajo la góndola central

## Aeronaves relacionadas

### Desarrollos relacionados
- Caproni Ca.3

### Secuencias de designación
- Secuencia _ hp (interna de Caproni): 80 hp - 260 hp - 300 hp - 350 hp - 450 hp - 600 hp →
- Secuencia Ca._ (interna de Caproni): ← Ca.28 - Ca.29 - Ca.30 - Ca.31 - Ca.32 - Ca.33 - Ca.34 - Ca.35 -- Ca.53 - Ca.54 - Ca.55 - Ca.56 - Ca.56a - Ca.57 - Ca.58 →
- Secuencia Ca._ (designación militar en la PGM): Ca.1 - Ca.2 - Ca.3 - Ca.4 →